# Вулиця Вахтанга Кікабідзе (станція швидкісного трамвая)
Ву́лиця Вахта́нга Кікабі́дзе (до 2024 — Вулиця Булгакова) — станція трамвайних маршрутів № 1 та № 2 в Києві на відгалуженні від Правобережної лінії Київського швидкісного трамвая, що розташована між станціями «Вулиця Олександра Махова» та «Михайлівська Борщагівка». Після реконструкції станція отримала дві підвищені платформи, що оснащені турнікетами, тактильною плиткою, пандусами, інформаційними таблами та LED-освітленням. Крім того, біля станції було влаштовано перехід через трамвайні колії, який повідомляє пішоходів про наближення трамвая.

## Історія
У 1984 році зупинку було відкрито під назвою Ву́лиця Булга́кова внаслідок подовження лінії трамвая №1 до Південноборщагівського масиву (теперішня назва — Михайлівська Борщагівка). З вересня 2021 року по кінець січня 2022 року проводилася реконструкція зупинки з метою облаштуванню станційних платформ із сучасним дизайном та іншими об'єктами, як електронні табла, турнікети, тактильна плитка тощо.
Внаслідок перейменування бульвару, у квітні 2024 року станція отримала сучасну назву.

## Зображення

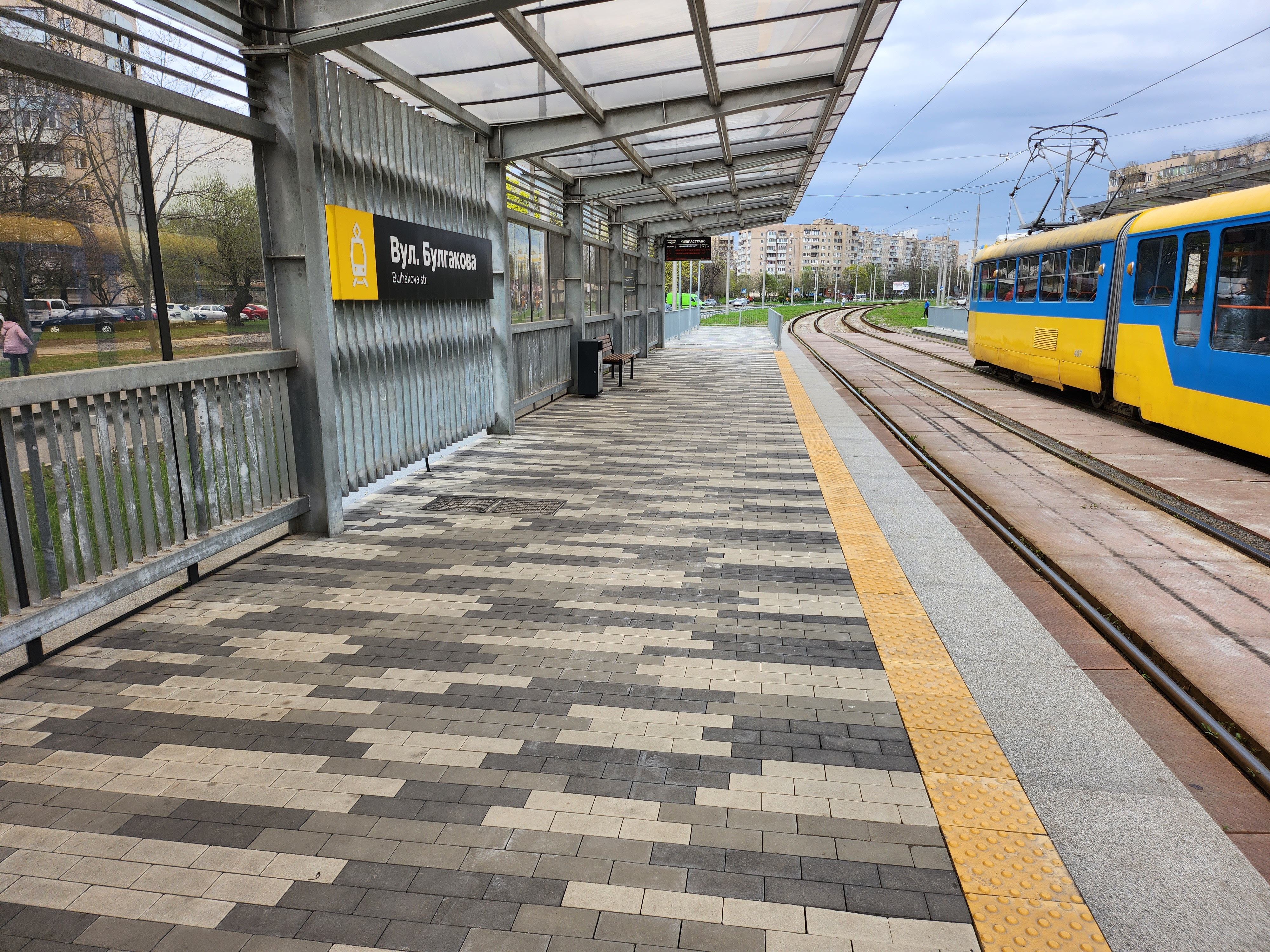
Одна з посадкових платформ